# Иоганн II (герцог Саксен-Лауэнбурга)
Иоганн II (1275 — 22 апреля 1322, Мёльн, Герцогство Лауэнбург) — саксонский герцог из рода Асканиев. Старший сын Иоганна I и его жены Ингеборг Биргерсдоттер.

## Жизнь
Иоганн был с детства слаб здоровьем и в молодости ослеп. После отречения отца в 1282 году он правил герцогством Саксония совместно с дядей — Альбрехтом II (своим опекуном до совершеннолетия) и братьями — Альбрехтом III и Эрихом I.
В 1296 году они поделили владения на Саксен-Виттенберг, который достался Альбрехту II, и Саксен-Лауэнбург, который находился в совместном управлении братьев. В их княжество вошли Фирланд, Лауэнбург, Ратцебург, Дарцинг и Хадельн.
В 1303 году братья разделились. Иоганн стал править герцогством Саксен-Мёльн (Мёльн, часть Заксенвальда и Ратцебург). Эксклав Хадельн остался в совместном владении.
Как старший в роду, Иоганн II пользовался правами курфюрста и в 1314 году участвовал в выборах германского императора (голосовал за Людвига Баварского). Его двоюродный брат Рудольф I Саксен-Виттенбергский, который также претендовал на титул электора (курфюрста) от Саксонии, отдал свой голос Фридриху Красивому.

## Семья
Ок. 1315 Иоганн II женился на Елизавете фон Гольштейн-Рендсбург (ок. 1300—1340), сестре гольштейнского графа Герхарда III. У них был сын:
- Альбрехт IV (1315—1343/1344), герцог Саксен-Лауэнбург.